# Liste der Kulturdenkmäler in Ellweiler
In der Liste der Kulturdenkmäler in Ellweiler sind alle Kulturdenkmäler der rheinland-pfälzischen Ortsgemeinde Ellweiler aufgeführt. Grundlage ist die Denkmalliste des Landes Rheinland-Pfalz (Stand: 12. Juni 2023).

## Einzeldenkmäler
| Bezeichnung         | Lage               | Baujahr | Beschreibung                                                                                      | Bild            |
| ------------------- | ------------------ | ------- | ------------------------------------------------------------------------------------------------- | --------------- |
| Evangelische Kirche | Bohnenhübel 2 Lage | 1776    | Saalbau mit Dachreiter, 1776, Architekt Philipp Heinrich Hellermann, Zweibrücken; ortsbildprägend | Fotos hochladen |